# Tre Mann
Tre'Shaun Albert Mann, detto Tre (Gainesville, 3 febbraio 2001), è un cestista statunitense, professionista nella NBA.

## Carriera
Dopo aver trascorso due stagioni con i Florida Gators, nel 2021 si dichiara eleggibile per il Draft NBA, venendo chiamato con la diciottesima scelta assoluta dagli Oklahoma City Thunder.

## Statistiche

### NCAA
| Anno      | Squadra        | PG | PT | MP   | TC%  | 3P%  | TL%  | RP  | AP  | PRP | SP  | PP   |
| --------- | -------------- | -- | -- | ---- | ---- | ---- | ---- | --- | --- | --- | --- | ---- |
| 2019-2020 | Florida Gators | 29 | 4  | 17,8 | 35,6 | 27,5 | 65,5 | 1,9 | 0,7 | 0,6 | 0,1 | 5,3  |
| 2020-2021 | Florida Gators | 24 | 24 | 32,4 | 45,9 | 40,2 | 83,1 | 5,6 | 3,5 | 1,4 | 0,1 | 16,0 |
| Carriera  | Carriera       | 53 | 28 | 24,4 | 42,2 | 34,9 | 78,8 | 3,6 | 1,9 | 0,9 | 0,1 | 10,2 |

#### Massimi in carriera
- Massimo di punti: 30 vs Tennessee (12 marzo 2021)[3]
- Massimo di rimbalzi: 13 vs Auburn (23 febbraio 2021)
- Massimo di assist: 7 vs Florida State (12 dicembre 2020)
- Massimo di palle rubate: 5 vs Army-West Point (12 febbraio 2020)
- Massimo di stoppate: 1 (5 volte)
- Massimo di minuti giocati: 44 vs Virginia Tech (19 marzo 2021)

### NBA

#### Regular Season
| Anno      | Squadra           | PG  | PT | MP   | TC%  | 3P%  | TL%  | RP  | AP  | PRP | SP  | PP   |
| --------- | ----------------- | --- | -- | ---- | ---- | ---- | ---- | --- | --- | --- | --- | ---- |
| 2021-2022 | Oklahoma Thunder  | 60  | 26 | 22,8 | 39,3 | 36,0 | 79,3 | 2,9 | 1,5 | 0,8 | 0,2 | 10,4 |
| 2022-2023 | Oklahoma Thunder  | 67  | 5  | 17,7 | 39,3 | 31,5 | 76,4 | 2,3 | 1,8 | 0,6 | 0,2 | 7,7  |
| 2023-2024 | Oklahoma Thunder  | 13  | 0  | 9,2  | 50,0 | 42,1 | 100  | 1,8 | 1,5 | 0,2 | 0,0 | 3,8  |
| 2023-2024 | Charlotte Hornets | 28  | 28 | 31,0 | 45,3 | 36,4 | 75,9 | 4,5 | 5,2 | 1,7 | 0,1 | 11,9 |
| 2024-2025 | Charlotte Hornets | 13  | 0  | 24,5 | 43,5 | 40,0 | 90,5 | 2,9 | 3,0 | 0,5 | 0,3 | 14,1 |
| Carriera  | Carriera          | 181 | 59 | 21,3 | 41,1 | 35,0 | 78,8 | 2,8 | 2,3 | 0,8 | 0,2 | 9,4  |

#### Massimi in carriera
- Massimo di punti: 35 vs Boston Celtics (21 marzo 2022)[4]
- Massimo di rimbalzi: 12 vs Memphis Grizzlies (9 aprile 2023)
- Massimo di assist: 12 vs Memphis Grizzlies (9 aprile 2023)
- Massimo di palle rubate: 4 vs Phoenix Suns (24 febbraio 2022)
- Massimo di stoppate: 2 vs Boston Celtics (1º marzo 2023)
- Massimo di minuti giocati: 47 vs Memphis Grizzlies (9 aprile 2023)

### G League
| Anno      | Squadra       | PG | PT | MP   | TC%  | 3P%  | TL%  | RP  | AP  | PRP | SP  | PP   |
| --------- | ------------- | -- | -- | ---- | ---- | ---- | ---- | --- | --- | --- | --- | ---- |
| 2021-2022 | Oklahoma Blue | 7  | 7  | 26,8 | 45,6 | 37,1 | 60,0 | 4,7 | 3,7 | 1,6 | 0,3 | 15,0 |
| 2022-2023 | Oklahoma Blue | 4  | 4  | 33,7 | 48,8 | 45,0 | 72,7 | 5,0 | 4,0 | 1,5 | 0,0 | 27,8 |
| 2023-2024 | Oklahoma Blue | 2  | 2  | 33,1 | 53,3 | 33,3 | 100  | 8,0 | 5,0 | 3,5 | 0,5 | 20,0 |
| Carriera  | Carriera      | 13 | 13 | 29,9 | 48,0 | 40,0 | 69,6 | 5,3 | 4,0 | 1,9 | 0,2 | 19,7 |

## Palmarès
- McDonald's All-American (2019)